# 小行星2970
小行星2970（2970 Pestalozzi）是一颗围绕太阳公转的小行星。1978年10月27日，保羅·維爾特在齐美尔瓦尔德发现了此天体。
該小行星以瑞士教育家約翰·海因里希·裴斯泰洛齊命名。
这颗小行星的绝对星等为77.32963等。